# بيتر ماكسويل إيوارت
بيتر ماكسويل إيوارت هو رسام كندي، ولد في 7 أبريل 1918 في كيسبي في كندا، وتوفي في 22 يناير 2001 في لانغلي في كندا.